# Flaccil·la
Flaccil·la o Flaccil·la Èlia, en llatí Flacilla o Flacilla Elia, en grec antic Πλάκιλλα o Φλάκκιλλα) fou la primera dona de Teodosi I el Gran.
Se suposa, a partir d'un text obscur de Temisti, que era filla d'Antoni, cònsol el 382, però no és del tot segur i molts autors la fan originària de la Bètica on hauria tingut una germana que fou la mare de Nebridi (casat amb Salvina filla de Gildó el Moro l'any 388).
Va tenir amb Teodosi almenys tres fills: Arcadi, nascut el 377, Honori, nascut el 384, els dos van ser emperadors, i Pulquèria, nascuda abans del 379 però en data desconeguda. Pulquèria va morir abans que Flaccil·la la mort de la qual se situa el 385 a Scotoamin a Tràcia. Gregori de Nissa va compondre un poema fúnebre per la mort de Pulquèria. Alguns autors diuen que Flaccil·la va tenir un altre fill, Gracià, però és desconegut.
Tots els autors la consideren pietosa i caritativa i l'Església Ortodoxa la va canonitzar.